# Ořechov (district d'Uherské Hradiště)
Pour les articles homonymes, voir Ořechov.
Ořechov (en allemand : Nußdorf) est une commune du district d'Uherské Hradiště, dans la région de Zlín, en République tchèque. Sa population s'élevait à 764 habitants en 2020.

## Géographie
Ořechov se trouve à 15 km à l'ouest-sud-ouest d'Uherské Hradiště, à 35 km au sud-ouest de Zlín, à 54 km à l'est-sud-est de Brno et à 238 km au sud-est de Prague.
La commune est limitée par Újezdec au nord-ouest, par Vážany au nord-est, par Polešovice à l'est, par Moravský Písek et Domanín au sud, et par Syrovín à l'ouest.

## Histoire
La première mention écrite du village date de 1141.